# Зелениця (річка)
Зелени́ця (теж відома як Зубрівка, Зубринка)  — річка в Українських Карпатах, у межах Надвірнянського району Івано-Франківської області. Права притока Бистриці-Надвірнянської (басейн Дністра).

## Опис
Довжина 26 км, площа басейну 138 км². Лісистість басейну понад 85%. Долина V-подібна. Річище порожисте, завширшки від понад 1 м у верхів’ї до 6–10 м у пониззі. Похил річки 24 м/км (у верх. течії — до 80 м/км). Живлення переважно дощове і снігове. Для Зелениці характерний паводковий режим. Замерзає в середині грудня, скресає у середині березня. Льодовий покрив нестійкий.

## Розташування
Бере початок на південно-східних схилах г. Малий Ґорґан і Синяк у Ґорґанах на висоті 1345 м, (у верхній течії річка носить назву Зубрівка). Тече спочатку на південь, згодом повертає південний схід та схід, потім на північний схід і далі — на північний захід. Впадає до Бистриці-Надвірнянської в межах села Зелена.
Притоки: Ситний, Черник (ліві); Зеленичка, Зубричний (права).
- На правому березі Зелениці, неподалік від південно-східної околиці села Зелена, розташований Бредулецький заказник.

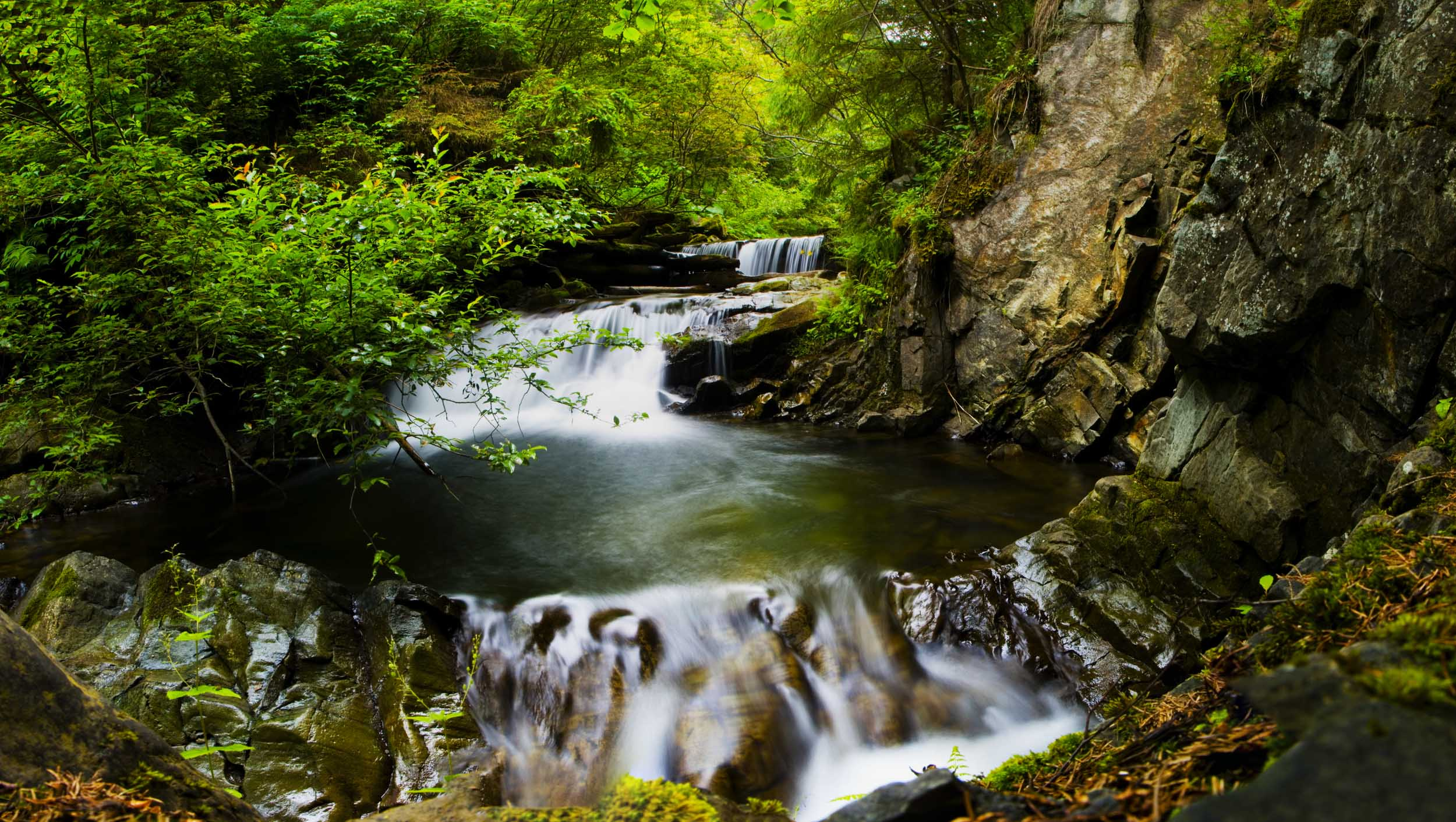
Зелениця (Зубрівка) у верхів'ях